# Chicago Joe and the Showgirl
Chicago Joe and the Showgirl is een Britse misdaadfilm uit 1990 onder regie van Bernard Rose. De film is geïnspireerd door de echte moordzaak Hulten / Jones uit 1944.

## Verhaal
Als de gedeserteerde Amerikaanse soldaat Karl Hulten in Londen de stripper Betty Jones ontmoet, beweert hij om indruk te maken de beruchte gangster Chicago Joe te zijn. De fantasierijke Betty wil met hem wel door het leven als echte misdadigers. Karl die voor haar criminele activiteiten pleegt komt er steeds goed mee weg totdat Betty hem aanspoort om iemand te vermoorden.

## Rolverdeling
| Acteur            | Personage        |
| ----------------- | ---------------- |
| Kiefer Sutherland | Karl Hulten      |
| Emily Lloyd       | Betty Jones      |
| Liz Fraser        | Mevrouw Evans    |
| John Lahr         | Radiocommentator |
| Harry Fowler      | Morry            |
| Keith Allen       | Lenny Bexley     |
| Patsy Kensit      | Joyce Cook       |
| Angela Morant     | Klant            |